# Ida Galicz
Ida Wasiliewna Galicz (ros. Ида Васильевна Галич; ur. 3 maja 1990) – rosyjska prezenterka telewizyjna, piosenkarka i osobowość internetowa urodzona w Niemczech.

## Życiorys
W 2002 wraz z rodziną przeprowadziła się do Moskwy. W 2011 została członkinią Klubu Wesołych i Zaradnych (KWZ) i grupy kabaretowej „Jesienny pocałunek”, która później zmieniła nazwę na „Nie od razu Moskwę zbudowano”. W 2015 zajęli trzecie miejsce w piętnastej edycji programu Pierwszego kanału Premier-liga KWZ. W 2016 brała udział w programie satyrycznym TNT Comedy Battl. Od 2017 prowadzi program STS Zakulisowe show „Sukces”, a w latach 2018–2019 współprowadziła programy Orzeł i reszka i Rewizorro. W 2019 uczestniczyła w programie Comment Out, a także zaczęła prowadzić program 1-11.
W 2018 zadebiutowała jako piosenkarka i wydała trzy single: „Dima”, „Ty popał” i „Najti tebia”, a w 2019 – singiel „Predprinimatiel”.
W 2018 odebrała statuetkę za wygraną w kategorii „główny bohater: bohater w sieci” na gali magazynu OK!. Była również nominowana do nagrody na gali ZD Awards-2018 w kategorii „hype roku” oraz do tytułu „internetowej osobowości roku”. W 2019 otrzymała nominację do nagrody Ru.tv w kategorii „piosenkarka w Internecie”.